# الموزة الزرقاء

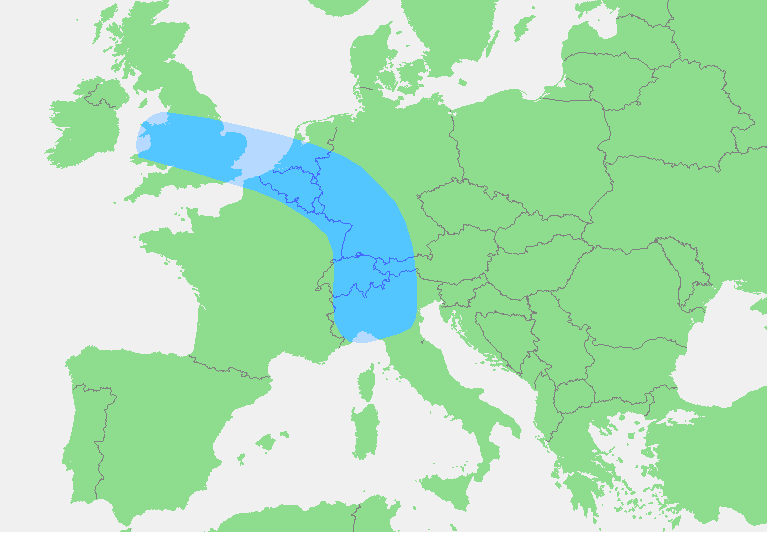
منطقة الموزة الزرقاء

الموزة الزرقاء أو العمود الفقري الأوروبي (بالإنجليزية: Blue Banana)‏; (بالفرنسية: Banane bleue)‏; (بالألمانية: Blaue Banane); (بالإيطالية: Banana blu)‏ هي منطقة ذات ممر حضري غير مستمر في أوروبا الغربية، يسكنه ما يقارب 90 مليون نسمة. يمتد من شمال انكلترا في الشمال، إلى ميلانو في الجنوب. تغطي هذه المنطقة مدن كثيرة مثل: لندن، وبروكسل، وأمستردام، وكولونيا، وفرانكفورت، ولوكسمبورغ، وشتوتغارت، وستراسبورغ، وزيورخ وميلانو. وتغطي واحدة من أكثر التجمعات تركيزا بالسكان، والمال، والصناعات في العالم.
نشأت الفكرة وتطورت في عام 1989 على يد أحد المستشارين الجغرافيين الفرنسيين وهو روجر برونيه.

## نقد

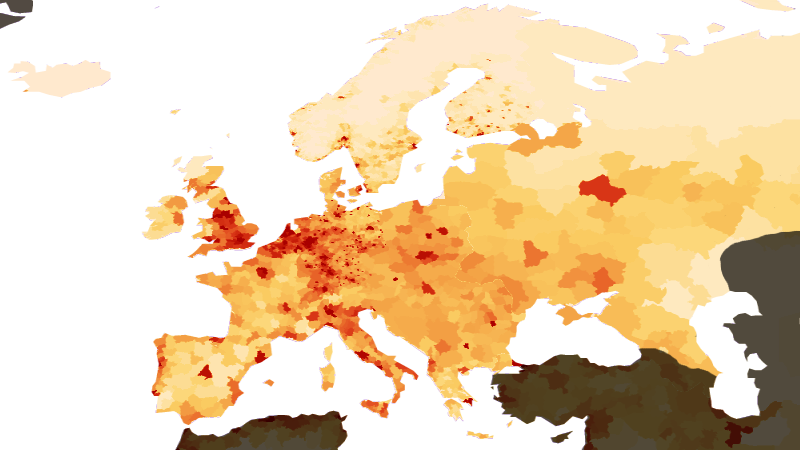
الكثافة السكانية في أوروبا

كان لبساطة المصطلح أثر كبير وسريع في تبنيه من قبل الإعلام الأوروبي، بحيث أصبح مادة إعلامية للترويج. كما حاولت السلطات المحلية إعادة تعريفه بحيث يشمل المزيد من الأراضي والمناطق الأوربية بحثا عن الاستثمار وإنعاش الاقتصاد، وهذا يناقض فكرة برونيه في حصر هذا المصطلح بمنطقة جغرافية ضيقة نسبيا.